# Jumping the shark
Jumping the shark (letterlijk te vertalen als Over de haai springen) is een uitdrukking die gebruikt wordt door televisierecensenten en -kijkers om aan te geven dat een televisieserie over zijn hoogtepunt heen is, dat het beste eraf is. Dit wordt vaak gekenmerkt doordat in de serie een reeks vernieuwingen wordt doorgevoerd die duidelijk bedoeld zijn om de aandacht van de kijker vast te houden en te zorgen dat de reeks niet te eentonig wordt, maar die volgens critici en kijkers het niveau van de serie juist omlaag halen. Bekende voorbeelden zijn dat er absurde wendingen komen in de plot of nieuwe personages worden toegevoegd die soms zo over-the-top zijn dat ze lachwekkend worden.

## Oorsprong

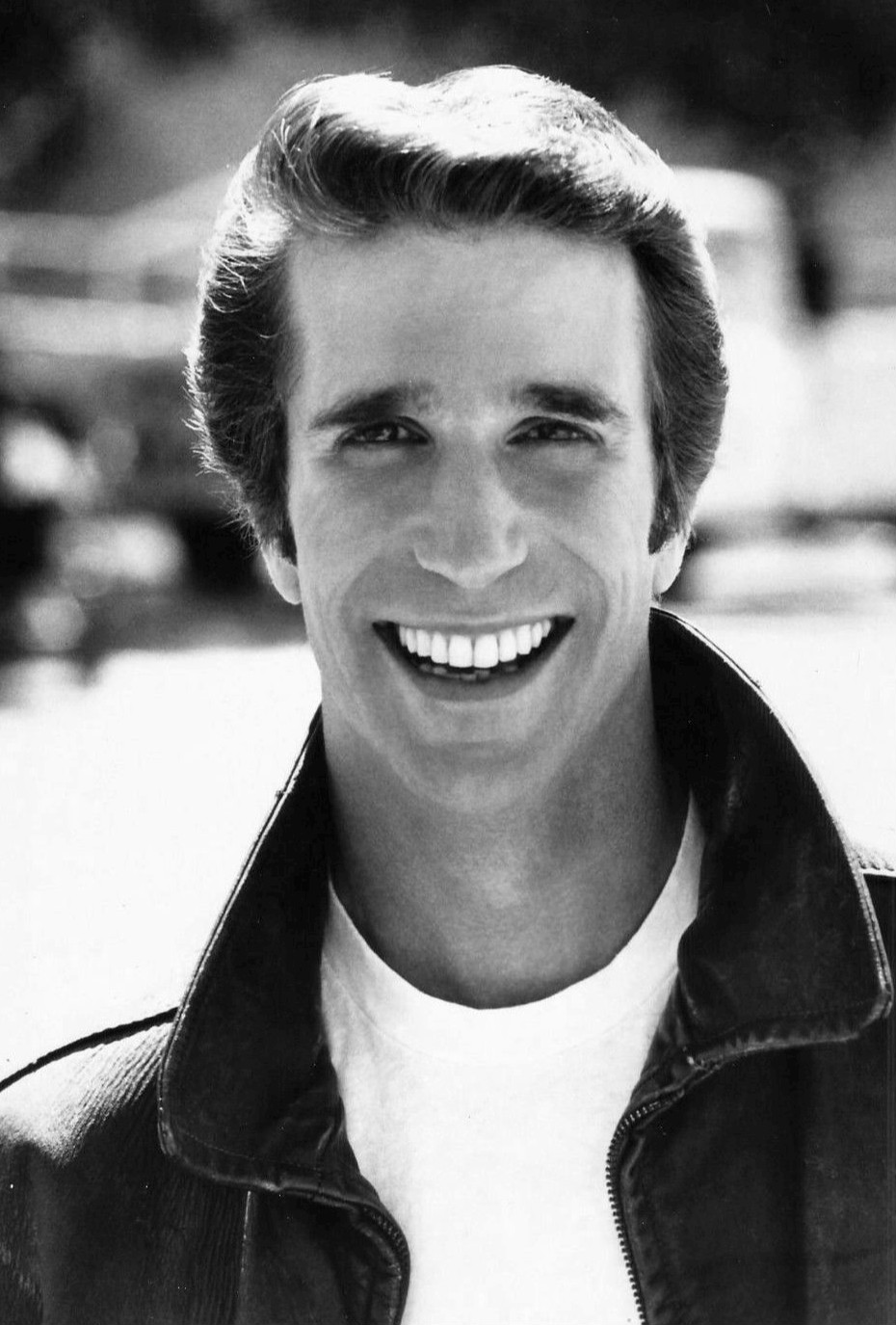
Fonzie uit Happy Days, gespeeld door Henry Winkler

De term vindt zijn oorsprong in de aflevering Hollywood van de televisieserie Happy Days, waarin het personage Fonzie, gespeeld door Henry Winkler, in zijn bekende leren jack bij wijze van stunt op een paar waterski's over een haai springt, die zich binnen een afgezet gebied bevindt. Veel oudere liefhebbers van de serie vonden deze wending absurd. Vanaf toen werd er vaak naar deze aflevering verwezen als het voorbeeld van een televisieprogramma dat ooit succesvol was, maar een reeks (soms absurde) plotwendingen doorvoerde toen de kijkcijfers begonnen te dalen, in de hoop weer nieuwe kijkers aan te trekken. De serie Happy Days ging toch nog zeven jaar door.
De term vond meer en meer invoering bij het grote publiek, maar werd pas echt groot toen Jonathan M. Hein een website begon met dezelfde naam. Door het succes van die site vond de term steeds meer invoering en wordt nu gebruikt voor alles wat ooit succesvol was, maar zijn naam en faam verloren heeft. Van ex-president Donald Trump schreef commentator Damon Linker al drie maanden na zijn aftreden dat hij 'had jumped the shark', verbannen van sociale media, geobsedeerd door wrok en met doorzichtige, waanzinnige leugens over de verkiezingen die hij verloor: Ik bedoel dat zijn politieke betekenis opmerkelijk snel aan het verdwijnen is. […] Hij oogt steeds marginaler, als een pathetisch, zwak en komisch figuur.

## Karakteristieken
Er bestaan standaardwendingen die vaak worden aangegeven als veroorzakers van een jumping the shark-moment:

### Veranderingen in personages
- Een populair personage wordt uit de serie geschreven op een door fans niet gewaardeerde manier.
- Zelfde personage, andere acteur: wanneer een acteur een programma verlaat of sterft, betekent dit doorgaans ook het einde van zijn personage (dat wordt uit de serie geschreven of verandert vanaf dan in een onzichtbaar personage). Soms is een personage echter zo populair bij het publiek, dat de producers hem graag willen behouden en daarom de oude acteur vervangen door een andere acteur (bijvoorbeeld de moeder in The Fresh Prince of Bel-Air). Een variant hierop is dat het personage wel de serie verlaat, maar vervangen wordt door een ander personage met precies dezelfde persoonlijkheid en karaktereigenschappen.
- Seksuele spanning tussen twee hoofdpersonages die stilaan wordt opgebouwd maar uiteindelijk uitmondt in seks (bijvoorbeeld The Nanny of Frasier).
- Een of meer personages veranderen steeds meer in een karikatuur van hoe ze oorspronkelijk waren, daar een paar eigenschappen steeds sterker worden uitvergroot, waardoor hun andere eigenschappen naar de achtergrond verdwijnen (bijvoorbeeld de personages van FC De Kampioenen na seizoen 4).
- Special Guest Star: het programma begint te veel te vertrouwen op gastrollen en cameo's van beroemde personen, waardoor de vaste cast naar de achtergrond verdwijnt.
- Nieuw kindsterretje: wanneer de kinderen in een bepaald programma groter worden, wordt er een nieuw kindsterretje aan de cast toegevoegd (bijvoorbeeld Olivia in The Cosby Show).
- Er wordt een nieuw personage aan het programma toegevoegd dat niet in goede aarde valt bij fans (bijvoorbeeld het personage Seven in Married... with Children).
- Baby's: wanneer een actrice zwanger geraakt, wordt dat soms in de plot geschreven (en soms ook niet). Wanneer dit wel het geval is, is dit om dezelfde reden als nieuw kindsterretje. Indien niet, wordt de zwangerschap meestal verborgen door enkele handige trucs (bijvoorbeeld The Cosby Show en The Nanny).
- Break out character, een personage dat voorheen slechts een bijfiguur was wordt ineens de spil van elke nieuwe aflevering. De scenaristen laten hem in elke aflevering vaak en lang in beeld verschijnen, waarbij het haast lijkt alsof hij zijn eigen programma heeft. De overige acteurs worden dan in vergelijking veel minder belicht. Het fenomeen is vooral typisch voor sitcoms. Het studiopubliek begint dan spontaan luid te applaudisseren wanneer het personage het huis binnen wandelt. Voorbeelden: Steve Urkel in Family Matters, The Fonz in Happy Days, Marc Vertongen in F.C. De Kampioenen en Naomi in 90210.

### Veranderingen in de locatie en opzet van de serie
- Verhuizen: het decor waarin de personages zich begeven wordt drastisch gewijzigd of de karakters verhuizen naar een nieuwe omgeving (bijvoorbeeld The X-Files).[bron?]
- De ondertoon van de serie verandert naar een grimmigere sfeer of juist een komische sfeer, die in contrast staat met hoe de serie eerst was.
- A Very Special Episode: een speciale aflevering waarin van de normale plotlijn wordt afgeweken en er een vrij serieus thema wordt besproken (bijvoorbeeld Ellen).
- Retcons: eerder gestelde situaties worden plotseling ongedaan gemaakt op een absurde manier. Een van de bekendste voorbeelden is de dood van het personage Bobby in de soap Dallas, die ettelijke seizoenen later ineens gewoon weer in de serie opdook terwijl hij een douche nam. Het bleek dat alle afleveringen waarin hij dood was "slechts een droom waren".
- Ted McGinley: een aparte categorie op de website. Acteur Ted McGinley (beter bekend voor zijn rol van Jefferson D'Arcy in Married... with Children) wordt vaak aan een cast toegevoegd nadat een programma over zijn hoogtepunt heen is (zoals The Love Boat, Happy Days, Married... with Children, The West Wing) en niet snel daarna wordt afgevoerd.
- Een of meer schrijvers gaan het programma aangrijpen om hun eigen ideeën en standpunten kenbaar te maken.